# Вододільно-Верховинські Карпати
Вододі́льно-Верхови́нські Карпа́ти — фізико-географічна область Українських Карпат у межах Львівської, Івано-Франківської, Закарпатської та (частково) Чернівецької областей. 
Територіально включає в себе: Стрийсько-Сянська Верховину, Верховинський Вододільний хребет, Привододільні Ґорґани, Воловецько-Міжгірська верховину, Середньо-Карпатська улоговину (з Ясінською улоговиною) і Ворохта-Путильське низькогір'я. 
Геоструктурно пов'язана переважно з Кросненською зоною. Область характеризується переважанням низькогірних і середньогірних хребтів з м'якими обрисами та увалистих улоговин з абсолютними висотами 800—1200 м, помірно прохолодним кліматом і ялиновими лісами, що зростають на буроземах та дерново-буроземних ґрунтах. Значні площі зайняті вторинними луками та орними угіддями. 
У ландшафті переважають верховинські, долинно-терасні, улоговинно-терасні та ґорґанські місцевості. 
У межах Вододільно-Верховинських Карпат розташовуються частина Карпатського заповідника та декілька заказників загальнодержавного значення, а також основні карпатські перевали. Район активного туризму. 